# Đại học Tōhoku
Đại học Tōhoku (東北大学 (東北帝國大學 trước 1945) Tōhoku daigaku) viết tắt:Tohokudai (東北大 Tōhokudai), tọa lạc tại Sendai, Miyagi trong vùng Tōhoku, Nhật Bản, là một trường đại học quốc gia Nhật Bản. Đây là Đại học Hoàng gia lâu đời thứ ba ở Nhật Bản và là một trong số bảy trường Đại học Quốc gia. Nó được coi là một trong những trường đại học uy tín nhất tại Nhật Bản, và là một trong năm mươi đại học hàng đầu trên thế giới. Năm 2017, Đại học Tohoku cùng với Đại học Tokyo và Kyoto được chính phủ Nhật Bản chọn vào nhóm 3 trường "National Designated Universities" hay "Triumvirate"- "Tam hùng" với mức đầu tư mới hàng tỉ yên để thúc đẩy phát triển khoa học công nghệ và quốc tế hóa.
Năm 2009, Đại học Tōhoku có mười trường đại học nhỏ hơn nằm trong trường đại học lớn, với mười lăm phòng ban với các sinh viên sau đại học, với tổng số 17.949 sinh viên. ba giá trị cốt lõi của trường đại học là "Nghiên cứu đầu tiên (研究 第一 主義)", "Mở cửa (門 戸 開放)," và "Nghiên cứu và giáo dục hướng tới thực hành (実 学 尊重)."

## Chương trình cấp bằng Quốc tế dạy bằng tiếng Anh
Năm 2009, Đại học Tohoku là một trong 13 trường đại học của chính phủ Nhật Bản được lựa chọn để đi đầu công cuộc quốc tế hóa giáo dục đại học tại Nhật Bản. Liên doanh này, được gọi là Dự án 30 toàn cầu Lưu trữ ngày 3 tháng 3 năm 2012 tại Wayback Machine, với mô hình khóa học trình độ quốc tế mới dạy hoàn toàn bằng tiếng Anh, ở cả bậc đại học và sau đại học. Tại trường Đại học Tohoku, sáng kiến này được gọi là Chương trình lãnh đạo toàn cầu tương lai (FGL) Lưu trữ ngày 20 tháng 10 năm 2016 tại Wayback Machine.

### Các khóa học đại học
Bằng cấp dạy với tiếng Anh ở cấp đại học bao gồm Cơ học quốc tế và Kỹ thuật hàng không (IMAC-U),  Ứng dụng Sinh học biển (AMB), và Hóa học phân tử tiên tiến (AMC).

### Các khóa sau đại học
Bằng cấp dạy với tiếng Anh ở cấp sau đại học bao gồm Chương trình quốc tế về Kinh tế và Quản lý (IPEM) Lưu trữ ngày 15 tháng 3 năm 2017 tại Wayback Machine, Chương trình Sau đại học Quốc tế về Chính sách kế toán (IGSAP), Chương trình sau đại học Khoa học Quốc tế nâng cao (IGPAS), Khóa học Y mạng Lưu trữ ngày 6 tháng 6 năm 2010 tại Wayback Machine, Khóa học Y cơ bản Lưu trữ ngày 6 tháng 6 năm 2010 tại Wayback Machine, Khóa học Khoa học Y tế Lưu trữ ngày 6 tháng 6 năm 2010 tại Wayback Machine, Cơ học quốc tế và Kỹ thuật hàng không IMAC-G), Khoa học Vật liệu và Kỹ thuật Quốc tế (IMSE) Lưu trữ ngày 22 tháng 7 năm 2011 tại Wayback Machine,  Chương trình Tiến sĩ Quốc tế về Kỹ thuật, Khoa học thông tin và nghiên cứu môi trường Lưu trữ ngày 10 tháng 2 năm 2011 tại Wayback Machine,  Chương trình Cao học Quốc tế về Khoa học Ngôn ngữ Lưu trữ ngày 6 tháng 6 năm 2010 tại Wayback Machine,  Khóa học Quốc tế Khoa học đời sống Lưu trữ ngày 17 tháng 3 năm 2011 tại Wayback Machine, Công nghệ thông tin và Khoa học Lưu trữ ngày 6 tháng 6 năm 2010 tại Wayback Machine, Chương trình Quốc tế về Khoa học Môi trường Bền vững (IPESS) Lưu trữ ngày 4 tháng 2 năm 2011 tại Wayback Machine, và Chương trình sau đại học quốc tế về An ninh con người Lưu trữ ngày 4 tháng 7 năm 2007 tại Wayback Machine.

## Tổ chức

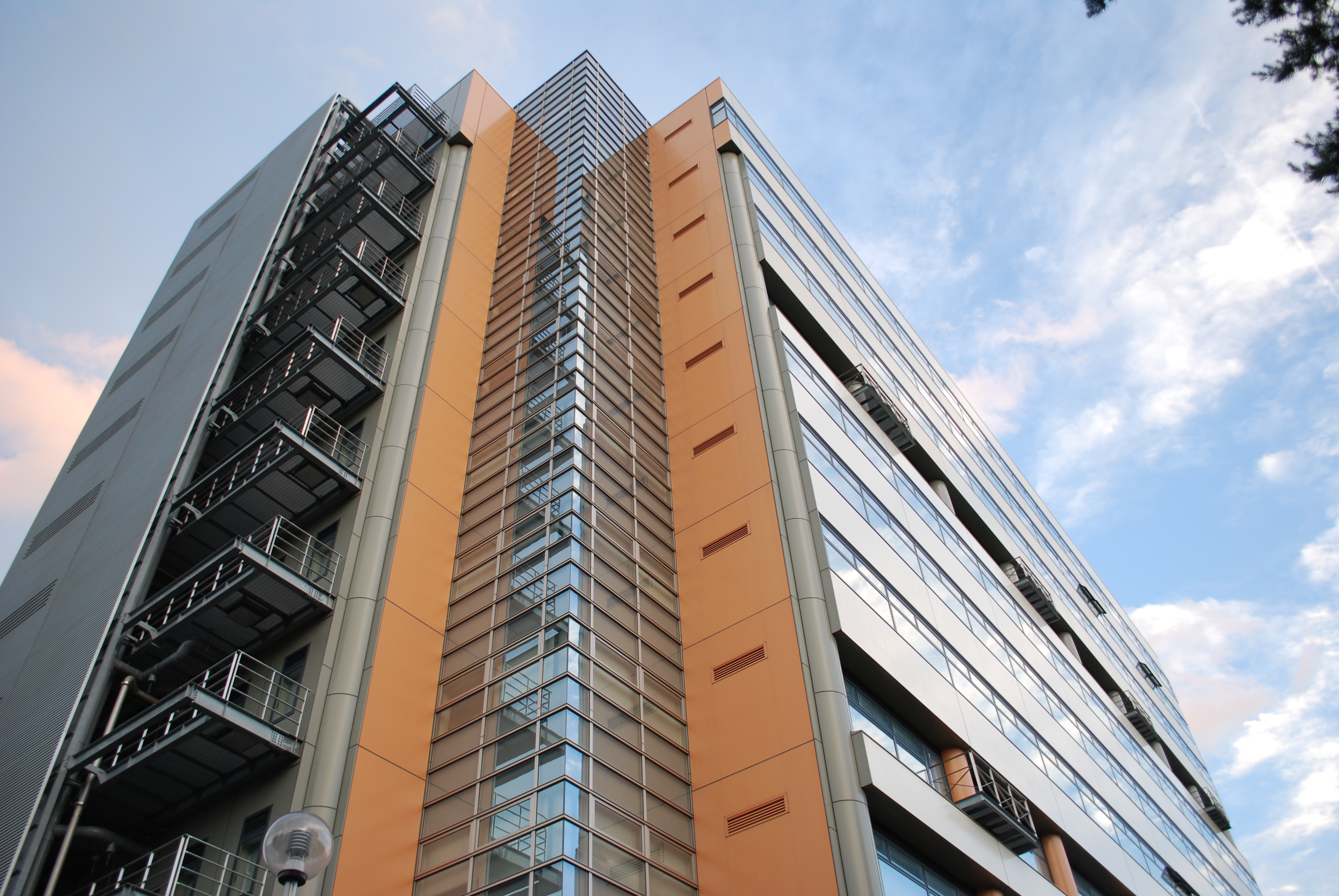
Graduate School of Engineering (Research Lab Complex)

| - Văn học - Sư phạm - Luật - Kinh tế - Khoa học - Y học - Nha khoa - Dược - Engineering - Cơ khí và Kỹ thuật hàng không - Thông tin và hệ thống thông minh - Hóa học ứng dụng, Kỹ sư hóa chất và Kỹ thuật sinh học phân tử - Khoa học và Kỹ thuật Vật liệu - Kỹ thuật Xây dựng và Kiến trúc - Nông nghiệp | - Văn học - Sư phạm - Luật - Kinh tế và quản lý - Khoa học - Y học - Nha khoa - Dược - Engineering - Khoa học nông nghiệp - Nghiên cứu văn hóa quốc tế - Tin học - Khoa học đời sống - Nghiên cứu môi trường - Nghiên cứu công nghệ giáo dục - Luật - Chính sách công - Kế toán |

Trung tâm nghiên cứu của trường Đại học về Dự báo động đất và núi lửa phun trào do Ban Điều phối quốc gia về Dự đoán động đất làm đại diện.

## Các viện nghiên cứu
- Viện nghiên cứu Viễn thông Điện tử(電気通信研究所, 通研, Denki Tsūshin Kenkyūsjo, Tsūken)[6]
- Viện phát triển, lão hóa và ung thư  (加齢医学研究所, Karei Igaku  Kenkyūjo)[7]
- Viện Khoa học chất lỏng  (流体科学研究所, Ryūtai Kagaku Kenkyūsyo)[8]
- Institute for Materials Research,IMR (金属材料研究所, 金研, Kinzoku Zairyō Kenkyūsjo, Kinken)[9]
- Viện nghiên cứu đa ngành Vật liệu nâng cao  (多元物質科学研究所, Tagen Busshitsu Kagaku Kenkyūjo)[10]
- Viện Nghiên cứu Quốc tế về Khoa học thiên tai  (災害科学国際研究所, Saigai Kagaku Kokusai Kenkyūjo)[11]